# ساموئل آرمسترانگ
ساموئل آرمسترانگ(به انگلیسی Samuel Armstrong)متولد ۵ فوریه ۱۸۹۳ کارگردان آمریکایی ست.
معروف‌ترین ساخته او یک پویانمایی است به نام فانتازیا (فیلم) که در سال ۱۹۴۰ به تهیه‌کنندگی والت دیزنی همکاری چند کارگردان دیگر از جمله جیمز آلگار ساخته شد.
وی در ۲۹ سپتامبر ۱۹۷۶ در سن ۸۳ سالگی درگذشت